# Júlio Ernesto de Lima Duque
Júlio Ernesto de Lima Duque (Mata, Torres Novas, 11 de Agosto de 1859 — Coimbra, 12 de Março de 1927), mais conhecido por Lima Duque, foi um major médico do Exército Português, militante do Partido Nacionalista, que se destacou durante a Primeira República Portuguesa no exercício das funções de deputado e de senador no Congresso da República, ministro e governador civil.

## Biografia
Lima Duque nasceu em 11/08/1859 , em Mata, freguesia de Chancelaria, concelho de Torres Novas, filho de José Gomes Duque e Maria Uttelina Sympathia Gomes de Lima. Foi bacharel em Medicina pela Faculdade de Medicina da Universidade de Coimbra e oficial do Exército Português, onde atingiu o posto de Coronel Médico em 17 de setembro de 1917.
Monárquico e genro do conselheiro Alípio Leitão, um membro influente do Partido Progressista durante a fase final do regime monárquico, exerceu o cargo de governador civil do Distrito de Évora (de 26 de Outubro de 1904 a 2 de Maio de 1905).
Após a implantação da República Portuguesa manteve-se inicialmente fiel aos ideais monárquicos e foi preso por apoiar a Conspiração Monárquica de 1913.
Com o amadurecimento do regime republicano, foi um dos políticos conservadores e ex-monárquico (ou mesmo assumidamente monárquicos) que militaram no Partido Republicano Evolucionista e no Partido Nacionalista nos finais da década de 1910. Foi mais tarde membro da Acção Republicana, senador, deputado e Ministro do Trabalho.
Ao tempo ligado ao Partido Nacionalista, exerceu as funções de ministro do Trabalho, na qualidade de "nacionalista", nos governos de António Granjo (de 19 de Julho a 20 de Novembro de 1920), de Tomé de Barros Queirós (de 24 de Maio a 30 de Agosto de 1921),, de novo, com António Granjo (de 30 de Agosto a 19 de Outubro de 1921), e finalmente com Álvaro de Castro (de 18 de Dezembro de 1923 a 6 de Julho de 1924).
Também exerceu os cargos de Deputado e de Senador no Congresso da República, distinguindo-se aí na defesa dos interesses da Universidade de Coimbra durante as convulsões que se seguiram ao despoletar da "questão universitária" desencadeada pela reforma do ensino superior levada a cabo pelos governos do Partido Republicano.